# 第29回インディペンデント・スピリット賞
第29回インディペンデント・スピリット賞は、2013年11月27日にノミネートが発表された。受賞者は2014年3月1日に発表された。

## 受賞・ノミネート一覧
太字は受賞。

### 作品賞
- 『それでも夜は明ける』 - ブラッド・ピット、デデ・ガードナー、スティーヴ・マックイーン、アンソニー・カタガス、アーノン・ミルチャン、ジェレミー・クレイナー、ビル・ポーラド
  - 『インサイド・ルーウィン・デイヴィス 名もなき男の歌』 - イーサン・コーエン、ジョエル・コーエン、スコット・ルーディン
  - 『フランシス・ハ』 - ノア・バームバック、スコット・ルーディン、ロドリゴ・テイクセリア、リーラ・ヤコーブ
  - 『ネブラスカ ふたつの心をつなぐ旅』 - アルバート・バーガー、ロン・イェルザ
  - 『オール・イズ・ロスト 〜最後の手紙〜』 - ニール・ドッドソン 、アンナ・ガーバー

### 監督賞
- スティーヴ・マックイーン - 『それでも夜は明ける』
  - ジェフ・ニコルズ - 『MUD -マッド-』
  - アレクサンダー・ベイン - 『ネブラスカ ふたつの心をつなぐ旅』
  - J・C・チャンダー - 『オール・イズ・ロスト 〜最後の手紙〜』
  - シェーン・カルース - Upstream Color

### 主演男優賞
- マシュー・マコノヒー - 『ダラス・バイヤーズクラブ』
  - ロバート・レッドフォード - 『オール・イズ・ロスト 〜最後の手紙〜』
  - ブルース・ダーン - 『ネブラスカ ふたつの心をつなぐ旅』
  - マイケル・B・ジョーダン - 『フルートベール駅で』
  - オスカー・アイザック - 『インサイド・ルーウィン・デイヴィス 名もなき男の歌』
  - キウェテル・イジョフォー - 『それでも夜は明ける』

### 主演女優賞
- ケイト・ブランシェット - 『ブルージャスミン』
  - ジュリー・デルピー - 『ビフォア・ミッドナイト』
  - ブリー・ラーソン - 『ショート・ターム』
  - シャイリーン・ウッドリー - 『いま、輝くときに』
  - ギャビー・ホフマン - 『クリスタル・フェアリー』

### 助演男優賞
- ジャレッド・レト - 『ダラス・バイヤーズクラブ』
  - マイケル・ファスベンダー - 『それでも夜は明ける』
  - ジェームズ・ガンドルフィーニ - 『おとなの恋には嘘がある』
  - ウィル・フォーテ - 『ネブラスカ ふたつの心をつなぐ旅』
  - キース・スタンフィールド - 『ショート・ターム』

### 助演女優賞
- ルピタ・ニョンゴ - 『それでも夜は明ける』
  - サリー・ホーキンス - 『ブルージャスミン』
  - メロニー・ディアス - 『フルートベール駅で』
  - ジューン・スキッブ - 『ネブラスカ ふたつの心をつなぐ旅』
  - ヨロンダ・ロス - Go for Sisters

### 脚本賞
- ジョン・リドリー - 『それでも夜は明ける』
  - ウディ・アレン - 『ブルージャスミン』
  - ジュリー・デルピー、イーサン・ホーク、リチャード・リンクレイター 『ビフォア・ミッドナイト』
  - マイケル・H・ウェバー、スコット・ノイスタッター -  『いま、輝くときに』
  - ニコール・ホロフスナー - 『おとなの恋には嘘がある』

### 外国映画賞
- 『アデル、ブルーは熱い色』（ フランス）
  - 『偽りなき者』（ デンマーク
  - 『グレート・ビューティー/追憶のローマ』（ イタリア）
  - 『罪の手ざわり』（ 中国）
  - 『グロリアの青春』（ チリ）

### 編集賞
- 『ショート・ターム』
  - Una Noche
  - 『フランシス・ハ』
  - Upstream Color
  - Museum Hours

### 撮影賞
- 『それでも夜は明ける』
  - 『オール・イズ・ロスト 〜最後の手紙〜』
  - 『スプリング・ブレイカーズ』
  - 『インサイド・ルーウィン・デイヴィス 名もなき男の歌』
  - Computer Chess

### 第一回作品賞
- 『フルートベール駅で』
  - 『少女は自転車にのって』
  - 『アビーと秘密の部屋』
  - Blue Caprice
  - Una Noche

### 第一回脚本賞
- ボブ・ネルソン - 『ネブラスカ ふたつの心をつなぐ旅』
  - ジョゼフ・ゴードン＝レヴィット - 『ドン・ジョン』
  - ジル・ソロウェイ - 『午後3時の女たち』
  - マイケル・スターブリー - The Inevitable Defeat of Mister and Pete
  - レイク・ベル - 『私にだってなれる! 夢のナレーター単願希望』

### ドキュメンタリー映画賞
- 『バックコーラスの歌姫たち』
  - 『アクト・オブ・キリング』
  - After Tiller
  - Gideon's Army
  - The Square

### ジョン・カサヴェテス賞
- This Is Martin Bonner
  - Computer Chess
  - Crystal Fairy
  - Museum Hours
  - Pit Stop

### ロバート・アルトマン賞
- 『MUD -マッド-』

## 参考
- “公式サイト”. 2013年11月27日閲覧。

1. ↑  “'12 Years a Slave' Leads 2014 Spirit Award Nominations”. 2013年11月27日閲覧。
2. ↑  “Film Independent Spirit Awards 2014 winners list: Jared Leto, 'Fruitvale Station' and more”. 2014年3月2日閲覧。